# Dienst Landelijke Informatieorganisatie
De Dienst Landelijke Informatieorganisatie of DLIO (voorheen: Dienst IPOL) is een onderdeel van de Landelijke Eenheid van de Politie in Nederland. De dienst is verantwoordelijk voor de internationale specifieke informatie-uitwisseling en de monitoring van de (inter)nationale veiligheidssituatie ten behoeve van het operationele politiewerk. In 2019 telde de DLIO bijna 750 medewerkers.
Daarnaast werkt de dienst voor de politie ook als loket voor Europol, Interpol en Nederlandse liaison officers die namens de politie in het buitenland werken. Onder deze dienst vallen ook Team Speciale Getuigen (TSG). Het DLIO is gevestigd bij de Landelijke Eenheid van de politie in Driebergen.
Naast een landelijke informatiedienst, heeft elke politieregio een Dienst Regionale Informatieorganisatie (DRIO). Deze diensten hebben afdelingen als het Real Time Intelligence Center, het Team Openbare Orde Inlichtingen, het Team Criminele Inlichtingen en de ID-WIV. In 2019 waren er bij de DRIO's in totaal 3200 formatieplaatsen.

## Dienst IPOL
Dienst IPOL was een onderdeel van het Korps landelijke politiediensten en is in april 2008 tot stand gekomen door een fusie van twee vroegere diensten: de Dienst Nationale Recherche Informatie (DNRI) en de Dienst Internationale Politiesamenwerking (DINPOL), die beide voortkwamen uit de in 2000 opgeheven Centrale Recherche Informatiedienst (CRI). Met het samenvoegen van de DNRI en DINPOL werden bijna alle taken zoals de CRI die had weer in één dienst georganiseerd. De Dienst IPOL was belast met taken als het coördineren van politie- en rechtshulpinformatie, het coördineren van de inzet van en samenwerking met politiediensten in het buitenland, en het analyseren en signaleren van nationale en bovenregionale veiligheidstrends
Bij de omvorming van KLPD naar Landelijke Eenheid van de Nationale Politie per 1 januari 2013 werd de Dienst IPOL omgevormd tot Dienst Landelijke Informatieorganisatie (DLIO).

## ID-WIV
De ID-WIV (Inlichtingendienst Wet op de Inlichtingen- en Veiligheidsdiensten) is een afdeling binnen de Nederlandse politie, maar die werkt onder het gezag van de Algemene Inlichtingen- en Veiligheidsdienst (AIVD). De informatie die deze afdeling verzamelt valt onder de Wet op de inlichtingen- en veiligheidsdiensten (WIV).
De ID-WIV afdelingen zijn tot stand gekomen na het ontstaan van de Nationale politie op 1 januari 2013, net zoals de TOOI's (Team Openbare Orde Inlichtingen) en de TCI's (Team Criminele Inlichtingen). Voorheen werden de taken van deze drie onderdelen uitgevoerd door de Regionale Inlichtingendiensten (de RID's). De Regionale Inlichtingendiensten waren juridisch wankel omdat deze diensten zowel politiegegevens verzamelden alsmede ook gegevens die onder de Wet op de inlichtingen- en veiligheidsdiensten vallen. Vandaar dat bij de oprichting van de nationale politie dit anders georganiseerd is.
De ID-wiv afdelingen zitten in panden van de politie, maar toegang is alleen mogelijk met speciale autorisatie. De ID-wiv medewerkers hebben toegang tot alle politie-informatie en spelen die informatie door naar de AIVD indien deze informatie binnen de scope van de AIVD komt (bedreiging van de democratische rechtsorde). Omgekeerd functioneren de ID-wiv's ook als vooruitgeschoven posten van de AIVD voor contact met de politie en burgemeesters. Zo wonen ID-wiv medewerkers geregeld vergaderingen bij van burgemeesters bij ernstige openbare orde vraagstukken.